# Массовое убийство в Мелузе
Массовое убийство в Мелузе — массовое убийство жителей деревни Мелуза партизанами Фронта национального освобождения в ходе Войны за независимость Алжира.
В мае 1957 года боевики ФНО вошли в Мелузу и начали захватывать местных жителей мужского пола, по пути расстреливая отдельных людей. В конце дня все пленные (мужчины старше 15 лет) были собраны в центре деревни и убиты из огнестрельного оружия, топорами и ножами. Число жертв в разных источниках колеблется от 300 до 500 человек.
Пресс-секретарь ФНО Франц Фанон обвинил в организации преступления французскую армию.
Но в 1988 году бывший полевой командир ФНО Мохаммед Саид в интервью алжирскому телевидению признал, что резня в Мелузе была организована по его приказу.